# Sindi Dlathu
Sindi Dlathu (sinh ngày 9 tháng 1 năm 1974) là một nữ diễn viên người Nam Phi. Cô là một nữ diễn viên trên Muvhango trong vai Thandaza Moekoena, nơi cô đóng vai trò là vợ của Ranthumeng Moekoena, một bà nội của Vusi's và Katlego, một cô con gái của Musos Mẹ đến Dakalo và Vusi.
Sau đó, cô rời Muvhango để đóng một vai chính trong một telenovela có tựa đề "Dòng sông". Cô đóng vai Lindiwe là một người phụ nữ hung dữ, người làm bất cứ điều gì để bảo vệ tài sản.

## Nghề nghiệp
Dlathu được chọn vào vai chính trong vai trò chính trong phiên bản sân khấu của Sarafina!, Chơi cho những ngôi nhà chật cứng. Trong phiên bản màn hình, cô đã làm việc cùng với Whoopi Goldberg và được giao làm trợ lý biên đạo múa cho Michael Peters. Năm 1988 với dàn diễn viên thứ hai do Seipati Sotoane dẫn đầu, người được Sindi đánh giá thấp. Khi vở kịch đi lưu diễn, cô ở lại và gây sốt ở thị trấn 1989 19891990 lưu diễn ở Mỹ với vở kịch trong một năm.
Dlathu sau đó trở lại trường học sau bốn năm gắn bó với các nghệ sĩ dấn thân của Mbongeni Ngema. Cô đã hoàn thành ma trận của mình vào năm 1996, và sau đó quay trở lại biểu diễn nghệ thuật, vở kịch sân khấu năm 1997, cô tham gia Trò chơi giành giải thưởng FNB Vita, nơi cô biểu diễn cùng Mary Twala, Abigail Kubeka và Nomhle Nkonyeni.

## Phim ảnnh
- Escape from Angola (1999)
- Muvhango (1997) – (2017)
- Married (film) (2004)
- Sarafina (1997–2007)
- Ngempela (2015)
- Soul City (-)
- The River (2018-)